# Softbol als Jocs Olímpics d'estiu de 2004
Als Jocs Olímpics d'Estiu de 2004 celebrats a la ciutat d'Atenes (Grècia) es disputà una competició de softbol en categoria femenina. La competició es desenvolupà entre els dies 14 i 23 d'agost de 2004 al Centre Olímpic de Softbol.

## Comitès participants
Hi participaren un total de 118 jugadores de 8 comitès nacionals diferents.
| - Austràlia - Canadà - Estats Units - Grècia | - Itàlia - Japó - R.P. de la Xina - Xina-Taipei |

## Resum de medalles
| Prova   | Or | Argent | Bronze |
| Softbal | Estats UnitsLeah Amico · Laura Berg · Crystl Bustos · Lisa Fernandez · Jennie Finch · Tairia Flowers · Amanda Freed · Lori Harrigan · Lovieanne Jung · Kelly Kretschman · Jessica Mendoza · Stacey Nuveman · Cat Osterman · Jenny Topping · Natasha Watley | Austràlia Sandra Allen · Marissa Carpadios · Fiona Crawford · Amanda Doman · Peta Edebone · Tanya Harding · Natalie Hodgskin · Simmone Morrow · Tracey Mosley · Stacey Porter · Melanie Roche · Natalie Titcume · Natalie Ward · Brooke Wilkins · Kerry Wyborn | Japó Emi Inui · Kazue Ito · Yumi Iwabuchi · Masumi Mishina · Emi Naito · Haruka Saito · Hiroko Sakai · Naoko Sakamoto · Rie Sato · Yuki Sato · Juri Takayama · Yukiko Ueno · Reika Utsugi · Eri Yamada · Noriko Yamaji |

## Medaller
| Posició | País         | Or | Argent | Bronze | Total |
| 1       | Estats Units | 1  | 0      | 0      | 1     |
| 2       | Austràlia    | 0  | 1      | 0      | 1     |
| 3       | Japó         | 0  | 0      | 1      | 1     |

## Resultats

### Primera ronda
Es realitzà una competició de tots contra tots per definir les posicions de semifinalistes i finalistes.
| Equip           | J | G | P | RF | RC |
| --------------- | - | - | - | -- | -- |
| Estats Units    | 7 | 7 | 0 | 41 | 0  |
| Austràlia       | 7 | 6 | 1 | 22 | 14 |
| Japó            | 7 | 4 | 3 | 17 | 8  |
| R.P. de la Xina | 7 | 3 | 4 | 15 | 20 |
| Canadà          | 7 | 3 | 4 | 6  | 14 |
| Xina-Taipei     | 7 | 2 | 5 | 3  | 13 |
| Grècia          | 7 | 2 | 5 | 6  | 24 |
| Itàlia          | 7 | 1 | 6 | 8  | 24 |

### Semifinals
En semifinals s'enfrontaren les posicions #3 i #4 per eliminar el perdedor del partit. El guanyador d'aquest partit s'enfrontà al perdedor del partit disputat entre el #1 i #2 en l'anomenat Partit per la medalla de bronze. El perdedor d'aquest últim rebé la medalla de bronze i el guanyador s'enfrontà al guanyador de la segona semifinal per la medalla d'or.
- 22 d'agost 9:30

| Equip                                | 1 | 2 | 3 | 4 | 5 | 6 | 7 | 8 |   | R | H | E |
| ------------------------------------ | - | - | - | - | - | - | - | - | - | - | - | - |
| Japó                                 | 0 | 0 | 0 | 0 | 0 | 0 | 0 | 1 | 1 | 6 | 0 |   |
| R.P. de la Xina                      | 0 | 0 | 0 | 0 | 0 | 0 | 0 | 0 | 0 | 3 | 4 |   |
| W: Yukiko Ueno (2-2) L: Lu Wei (2-3) |   |   |   |   |   |   |   |   |   |   |   |   |
| Home Run                             |   |   |   |   |   |   |   |   |   |   |   |   |
| cap                                  |   |   |   |   |   |   |   |   |   |   |   |   |

- 22 d'agost 12:20

| Equip                                          | 1 | 2 | 3 | 4 | 5 | 6 | 7 |   | R | H | E |
| ---------------------------------------------- | - | - | - | - | - | - | - | - | - | - | - |
| Austràlia                                      | 0 | 0 | 0 | 0 | 0 | 0 | 0 | 0 | 3 | 0 |   |
| Estats Units                                   | 0 | 0 | 0 | 1 | 3 | 1 | x | 5 | 8 | 0 |   |
| W: Lisa Fernandez (3-0) L: Melanie Roche (3-1) |   |   |   |   |   |   |   |   |   |   |   |
| Home Run                                       |   |   |   |   |   |   |   |   |   |   |   |
| USA: K. Kretschman in 6th, 1 RBI               |   |   |   |   |   |   |   |   |   |   |   |

### Medalla de bronze
- 22 d'agost 17:00

| Austràlia                                     | 0 | 0 | 0 | 0 | 3 | 0 | 0 | 3 | 4 | 0 |
| Japó                                          | 0 | 0 | 0 | 0 | 0 | 0 | 0 | 0 | 3 | 1 |
| W: Tanya Harding (4-0) L: Juri Takayama (1-2) |   |   |   |   |   |   |   |   |   |   |
| Home Run                                      |   |   |   |   |   |   |   |   |   |   |
| cap                                           |   |   |   |   |   |   |   |   |   |   |

### Medalla d'or
- 23 d'agost 16:00

| Austràlia                                                                     | 0 | 0 | 0 | 0 | 0 | 1 | 0 | 1 | 4 | 1 |
| Estats Units                                                                  | 3 | 0 | 2 | 0 | 0 | 0 | x | 5 | 9 | 0 |
| W: Lisa Fernandez (4-0) L: Tanya Harding (4-1)                                |   |   |   |   |   |   |   |   |   |   |
| Home Run                                                                      |   |   |   |   |   |   |   |   |   |   |
| USA : C.Bustos in 1st, 2 RBI; C.Bustos in 3rd, 1 RBI; S.Nuveman in 3rd, 1 RBI |   |   |   |   |   |   |   |   |   |   |